# Заобикаляне на закона
Заобикалянето на закона е многоаспектно, многозначно и сложно специално правно понятие, което възниква в Древен Рим при различни казуси по приложението на римското право.
Въпреки юридическия си характер понятието повече се употребява в журналистиката и в разговорния език. Съществуват различни правни теории по въпроса що е то „заобикаляне на закона“ с всевъзможни интерпретации по темата.
Понятието „заобикаляне на закона“ се използва във всички клонове на правото, но най-често намира "правоприложение" в гражданското, финансовото и международното частно право, като в последното се използват термините „заобикаляне на своя закон“ (fraus legi domesticae) и „заобикаляне на чуждия закон“ (fraus legi extraneae).